# Léon Rambert
Léon Rambert war ein französischer Hersteller von Automobilen.

## Unternehmensgeschichte
Das Unternehmen aus Clermont-Ferrand begann 1934 mit der Produktion von Automobilen. Der Markenname lautete Léon Rambert. 1935 endete die Produktion. Insgesamt entstanden etwa 60 Fahrzeuge.

## Fahrzeuge
Im Angebot standen Kleinstwagen, die je nach Ausführung Platz für eine oder zwei Personen boten. Für den Antrieb sorgte ein Einzylinder-Zweitaktmotor mit wahlweise 150 cm³, 175 cm³ oder 250 cm³ Hubraum. Der Motor war im Heck montiert und trieb über eine Kette eines der Hinterräder an. Das Leergewicht betrug 272 kg.